# Авдотья Весновка
До 1492 года был гражданский «книжный» календарь, в котором год начинался по римскому стилю — с 1 марта, и неофициальный лунный календарь, в котором год начинали со дня последнего новолуния перед весенним равноденствием (21 марта). С 1492 года (7000 год от сотворения мира) начало года установлено по византийскому стилю — 1 сентября. С 1700 года Пётр I установил встречать новый год 1 января — по греческому образцу.

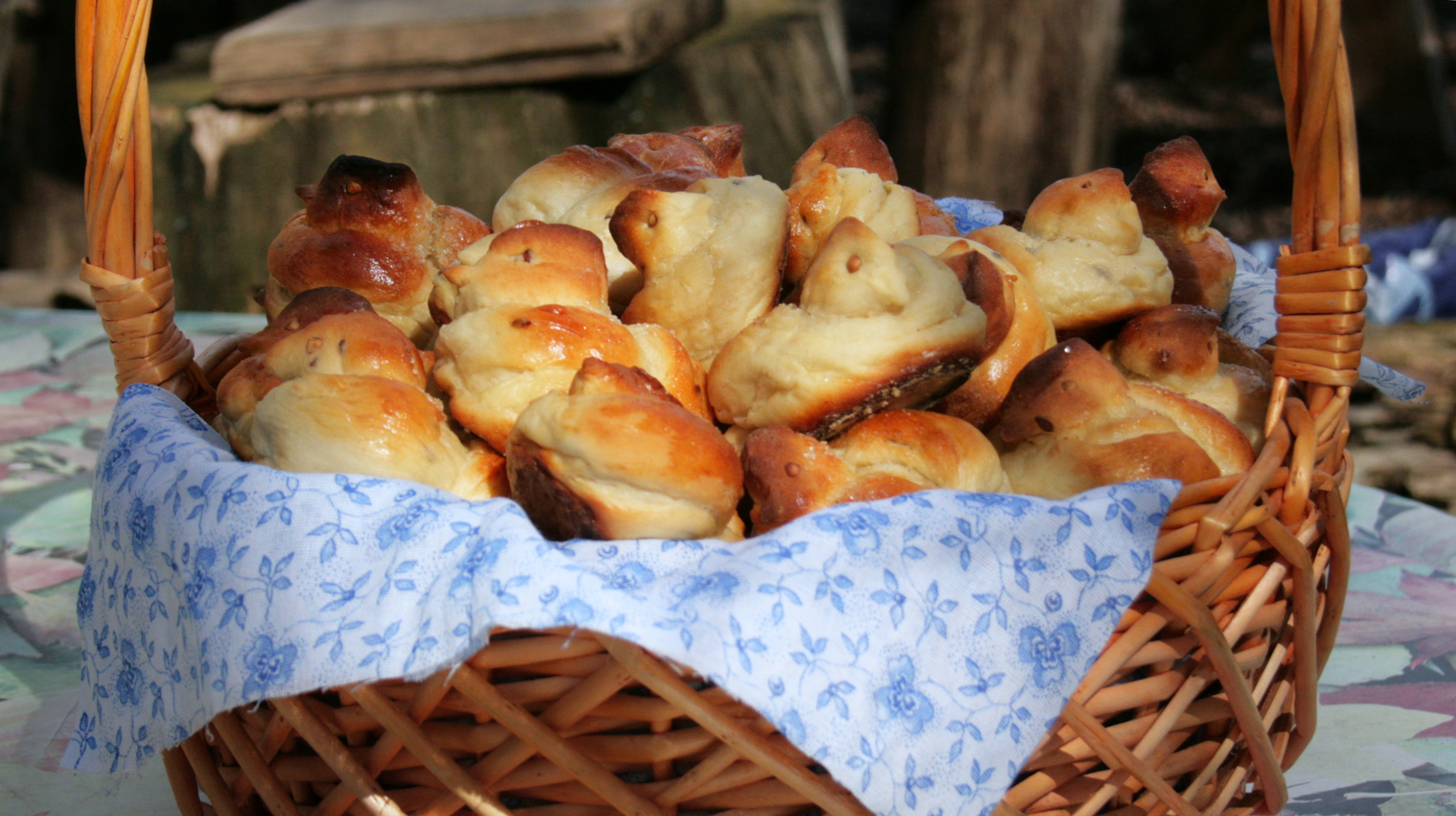
Печенье «Жаворонки». Белгородская область, 2012

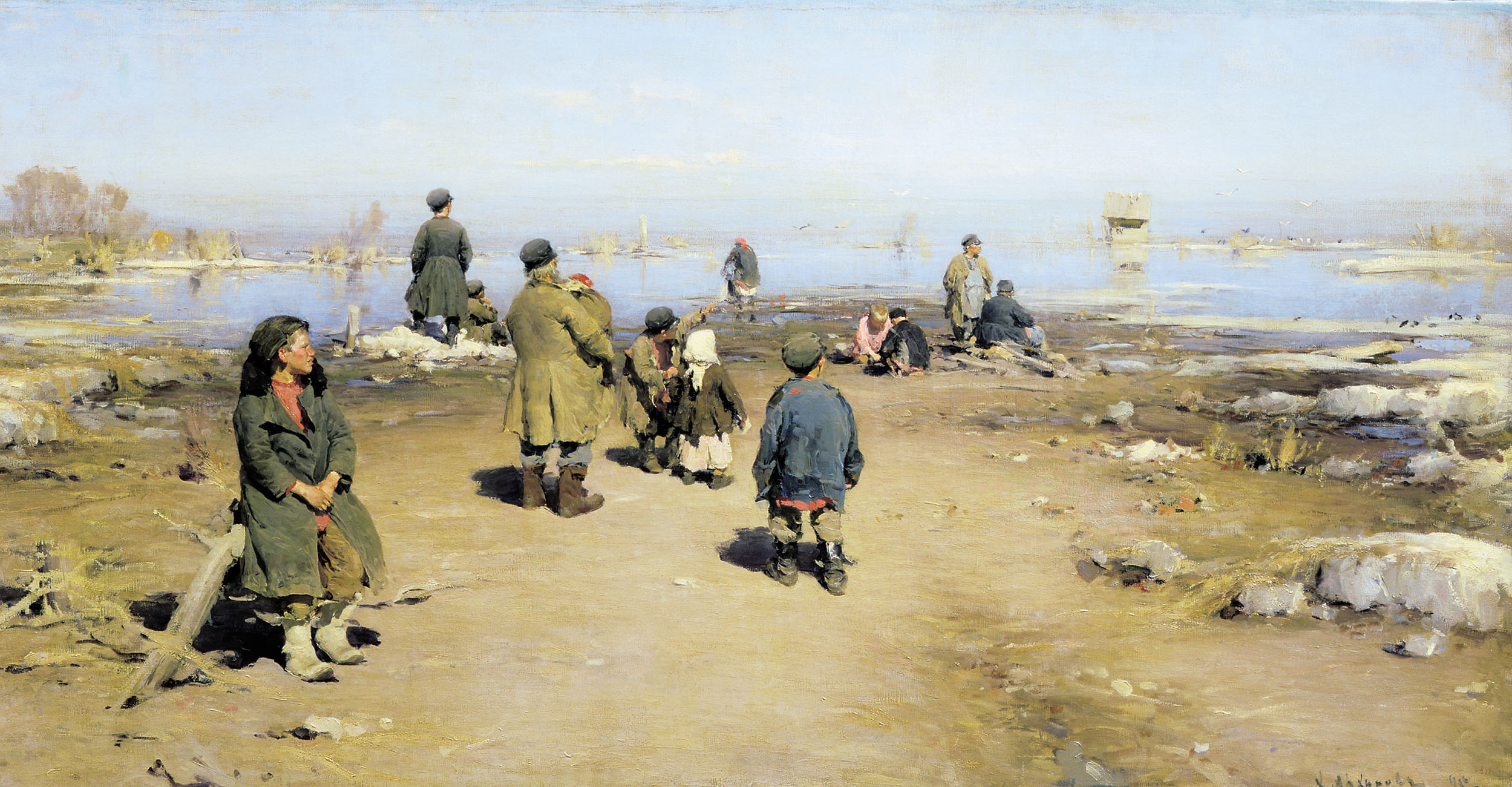
А. Е. Архипов. Лёд пошёл. 1895

Авдо́тья Весно́вка — день в народном календаре славян, приходящийся на 1 (14) марта по юлианскому или 14 марта по григорианскому календарю. Название происходит от имени святой Евдокии Илиопольской. Восточные славяне считали, что святая Евдокия «заведует весной и хранит ключи от весенних вод», во многих местах[каких?] этот праздник считали «бабьим».
Ещё одно название праздника — «новичок» — память по древнему летосчислению, когда с этого дня начинались новогодние гулянья. До середины XV века на Руси к этому празднику выращивали вишни — до́ма, в кадках. Считалось, что вишня в Новогодье расцветает к миру и ладу, на счастье и благоденствие. В старину на Руси в этот день колядовали.

## Другие названия
рус. Авдотья Плющиха, Евдокия Плющиха, Авдотья Весновка, Авдотья Каплюшница, Авдотья подмочи порог, Авдотья Свистунья, Плющиха, Авдотьи Плющнихи, Новичок, Пролетье, Свистунья, полес. Годюшки́, бел. Дзень Аўдакеі, Дзень Яўдокі, Аўдакей, Аўсень, Аўдоцця Вясноўка, Яўдоха, Аўдоння, Аўдуська, Яўдохі, Гадакей, Аўдакій; болг. Мартеница; болг. Мартеница, болг. родоп. Първа Марта, Стара Марта, Мрта, серб. Мартин дан (Пирот), Баба Марта, Света Jевдокиjа, Летник, Змиjин дан; серб. и макед. Летна, Пролетњак, Марач, Прва марта, Првден мартов.

## Образ Евдокии
Согласно славянским поверьям, Бог поручил Евдокии воскрешать землю от зимнего сна — смерти, и дал ей ключи от всех весенних вод. Она могла по собственному усмотрению «пускать или не пускать» весну: «Тепло светит солнышко, да Авдотьей поглядывает — либо снег, либо дождь». Соответственно этим представлениям день Авдотьи Весновки «открывал» новую жизнь: новые работы и новые заботы. Происхождение поверья возможно связано с житием Евдокии. Так согласно житию, язычница Евдокия, жившая во II веке, приняв христианство, стала вести аскетический образ жизни, за что Бог наградил её даром воскрешения мёртвых.
Славяне воспринимали день святой Евдокии как переломный, когда старое кончается, новое начинается. Такое представление было связано с тем, что до 1492 года новый год начинался по византийской традиции 1 марта, а также с тем, что день Авдотьи Весновки считался первым днём весны: «Авдотья Весновка весну снаряжает».

## У восточных славян
По первым дням судили о погоде: день 1 марта говорил какова будет весна, 2 марта — лето, 3 марта — осень, 4 марта — зима. Если день ясный, то и соответствуещее время года будет солнечным, если холодно, то это время года также будет холоднее обычного.
Весну «окликали», лето «вызывали»:

Лето, лето, вылазь из подклета,

А ты, зима, иди туда —

С сугробами высокими,

С сосульками морозными,

С санями, с подсанками!
В Белоруссии в некоторых сёлах в этот день проводили «гуканье весны». Девушки собирались на самом высоком месте в деревне, расстилали там солому и севши пели весенние песни-вяснянки до поздней ночи:

Гэй вясна, гэй красна,

Што ты нам вынесла?

Ці сала кусочак?

Ці масла брусочак?

Ці па яечку?

Ці па піражэчку?

Гэй, вясна, гэй красна,

Закідай сані

Ды едзь калёсамі.
Этот день, а также Благовещенье и Со́роки, считался народным праздником встречи птиц. Женщины выпекали из теста фигурки птиц, считая, что таким образом они посодействуют их скорому прилёту. Девушки брали этих птиц и, исполняя «веснянки», подкидывали их вверх: «Жаворонки прилетите, весну принесите!».
В малороссийских краях носили чучело по деревням и полям, одетое в женское платье, которое называли Марена или мара (призрак). Эту мару провожала толпа детей, парней, девушек и молодиц при громком пении[страница не указана 3255 дней].
В Великороссии, Польше, Богемии, Силезии первого марта посещать могилы родных. Это первые весенние поминки, осенними же заключается народное прощание со всеми умершими, родными и знакомыми.
У белорусов Авдотья Весновка — окончание срока зимних и начало весенних наймов.
День Авдотьи Плющихи считался большим праздником[где?], который отмечался весело и торжественно: запрещались любые работы, устраивались праздничные обеды в домах, гулянье молодёжи и взрослых на улицах.
Считалось[где?], что в этот рубежный день, по приметам можно определить будущее: «На Авдотью снег — к урожаю», «На Евдокию тёплый ветер — лето мокрое, сиверко — холодное», «Евдокия красна, и весна красна», «Если курочка на Евдокию напьётся, то овечка на Егория наестся», «На Плющиху погоже — все лето погоже».
Некоторые обряды праздника и даже название перешло на Масленицу, которую в некоторых обрядовых песнях, что исполнялись во время масленичного празднования, называли Дуней либо Авдотьей. В подмосковном Дмитровском уезде при встрече Масленицы пели:

Дорога наша гостья Масленица,

Авдотюшка Изотьевна,

Дуня белая, Дуня румяная…
Называние Масленицы Авдотьей обычай распространённый и устойчивый. Считается, что некоторые обряды Масленицы когда-то составляли с обрядами встречи весны единый комплекс проводов зимы и встречи весны, а среди масленичных обрядов есть те, что относятся к более позднему весеннему сроку, например, среди масленичных песен есть типичные песни-веснянки.

## У балканских славян

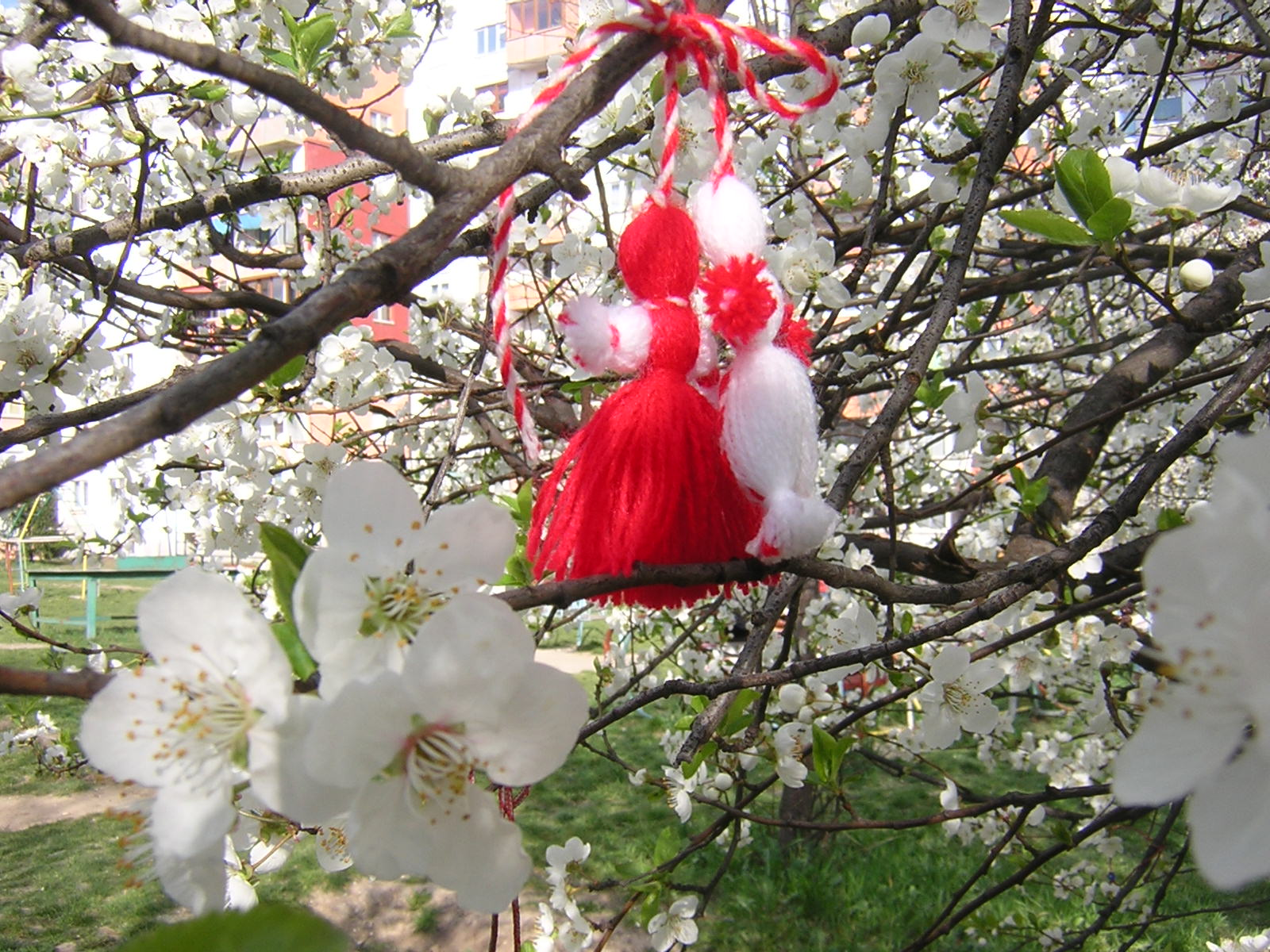
Мартеница в Болгарии. 2009

Название дня — болг. и серб. Баба Марта, болг. Мартеница, болг. родоп. Първа Марта, Стара Марта, Мрта, серб. Мартин дан (Пирот), Баба Марта, Света Jевдокиjа, Летник, Змиjин дан; серб. и макед. Летна, Пролетњак, Марач, Прва марта, Првден мартов.
На Балканах день святой Евдокии посвящён очистительным обрядам. Сербы «изгоняют» из сада и со двора змей и ящериц, кладут на ворота и окна рога и копыта в качестве амулетов. В Зете звонят в колокола, стучат по металлическим предметам, чтобы выгнать всякую нечисть. Чтобы охранить его от змей и насекомых, мусульмане Черногории окуривают дом дымом навоза. Прогоняют скот между двумя «живыми» кострами или зажжёнными свечами. В Черногорском Приморье украшают ветками двери и окна, в Македонии ветки прикрепляют к изголовью постелей.
В Болгарии женщины метут дом и двор, жгут мусор, прыгают через костёр, чтобы не покусали змеи и чтобы в доме не было блох, приговаривая: «Вон, блохи, входи, Марта!» Дети перед восходом солнца трижды обегают дом, ударяя в жестянки: «Убегайте, змеи и ящерицы, баба Марта идёт!». Другие формулы отсылают нечисть (насекомых, ящериц, мышей и волков) в другое село, лес, в воду, в «штаны к цыгану, молодухе», к собакам и кошкам. Первомартовские костры должны были «развеселить», то есть сжечь или подпалит бабу Марту. В Банате болгары выражают пожелание: «Баба Марта, я тебя грею сегодня, а ты меня завтра», а когда все перепрыгнут через костёр, кричат: «Дед Алия, выпьем тёплой ракии». В Родопах обязанность раскладывать огонь возлагается на молодых женщин и мужчин. В Златоградском округе все окуривают друг друга: мужчин, «чтобы раскрылась ширинка», и женщин, чтобы задрали юбки. Но в доме огонь разжигать запрещено, иначе все побьёт град и в поле будет головня.
В восточной Болгарии, чтобы расположить к себе бабу Марту, женщины бросают красные пояса или косынки на забор или деревья, чтобы «встретить бабулю красным», «чтобы баба Марта рассмеялась», при этом строго запрещено выносить белое бельё и белую одежду. В Родопах этот день празднуют от болезней, особенной опасности подвергаются в этот день глаза. В Смоленском округе все встают затемно, чтобы «Марта не написала им в глаза», так как считается, что «она принесёт сонливость» (то же у бессарабских болгар). В Страндже Марту угощают разваренным зерном, которое бросают за окно (ср. Панспермия). В Софийском округе протирают глаза «мартиным цветком» (в Стружском округе Македонии это собранный с утра кукуряк), заклиная: «Пусть у Марты глаза болят, а у меня не болят». В восточных Родопах говорят, что «баба Марта оставляет отметки на глазах и лбу». В южной Болгарии считают, что первое мартовское солнце опаляет лица девушек и детей.
Сербы 1 марта нередко называли Летником. И теперь подобное название первого марта сохранилось в деревнях Подримлья, кое-где в Косово и Черногории — пролетник. В далёком прошлом летник отмечался во время весеннего равноденствия, но затем в официальном календаре он «переместился» на первое марта. Летник — праздник обновления природы после зимнего сна, и раньше считался началом летнего полугодия. До настоящее времени сохранились новогодние обычаи этого дня, которые являются аналогом рождественских. Все встают рано, дети желают своим родителям счастливого года, обходят дома односельчан, поздравляют с праздником. Детей в этом случае называют летничары, летничарки (серб. летничари, летничарке). По пути они собирают хворост (обычно сухие ветки дуба), поэтому, когда они входят в дом, после поздравления с наступлением летника, пожеланием здоровья и благополучия на многие годы, бросают хворост в огонь и желают: чтобы у хозяев рождались мальчики, у коров телята, а у овец ягнята, и т. д. Хозяйка одаривает их лесными и грецкими орехами, мёдом, который был извлечён в этот день из улья. Хозяева хотели, чтобы первым вошёл в дом мальчик, если желали рождения сына, или девочка, если желали появления дочери. Крестьяне старались в этот день увидеть птицу, чтобы год был лёгким, как птица, и иметь деньги в кармане, чтобы они умножались и прибавлялись. Во время празднования летника в дом вносили веточки кизила, с которых каждый ребёнок брал кизиловые почки и проглатывал как причастие. Большое внимание уделялось полазнику — первому посетителю, от которого зависело семейное благополучие в новом году. В день летника выбрали нового или оставляли прежнего сельского старосту.

## У западных славян
У западных славян день слабо отмечен. Сохранились представления о том, что ночь накануне 1 марта вещая, когда девушки гадают (морав.). У поляков и чехов назывался — Святой Альбин (пол. sw. Albin, словац. Albina biskupa). Собирались до восхода солнца на кладбище, молились за умерших и оставляли жертвы на могилах.

## Поговорки и приметы
- Холодно на Евдокею — весна холодная, поздняя[25].
- Eсли на Евдокию оттепель — весна будет ранней (удм. Оддокей шунтӥз ке, тулыс вазь луоз)[26].
- Какова Евдокея, таково и лето[25].
- В Евдокею — напиться воробью, в 40 Святых — петуху, на Алексея Божьего человека — быку, на Благовещенье — жеребцу (кемеров.)[25].
- Евдокия Плющиха — курочка у порога напьётся!